# ژان یکم، دوک بورگوندی
ژان بی‌باک یا جان نترس (فرانسوی: Jean sans Peur‎؛ ۲۸ مه ۱۳۷۱ – ۱۰ سپتامبر ۱۴۱۹ میلادی (۴۸ سال)، دوک بورگوندی از سال ۱۴۰۴ تا ۱۴۱۹ و از خاندان والوآ-بورگوندی بود که برای مدتی نیز نایب‌السلطنه شارل ششم، پادشاه فرانسه بود.